# Elecciones generales de los Países Bajos de 1982
Las elecciones generales de los Países Bajos del 8 de septiembre de 1982 se celebraron para elegir a los miembros de la Cámara de Representantes. Se esperaba que las elecciones se celebraran en 1985, pero se convocaron elecciones anticipadas debido a desacuerdos entre el CDA y el PvdA sobre el gasto público que llevaron al fin de la coalición de gobierno.
El Partido del Trabajo se alzó como el partido con mayor número de votos, obteniendo 47 de los 150 escaños de la Cámara de Representantes; sin embargo, esta sería la última vez que lo lograría hasta 1994.
El Partido del Centro obtuvo el 0,8% de los votos, consiguiendo un escaño, que fue ocupado por Hans Janmaat. Esta fue la primera vez desde la Segunda Guerra Mundial que un partido considerado de extrema derecha obtenía un escaño en el parlamento neerlandés.
Tras las elecciones, la Llamada Demócrata Cristiana (CDA) formó un gobierno de coalición con el Partido Popular por la Libertad y la Democracia, y Ruud Lubbers, del CDA, se convirtió en primer ministro.

## Candidaturas
| Partido                                   | Partido                                                                                            | Candidato/Líder                           | Ideología                                 |
| Partidos con representación parlamentaria | Partidos con representación parlamentaria                                                          | Partidos con representación parlamentaria | Partidos con representación parlamentaria |
| ----------------------------------------- | -------------------------------------------------------------------------------------------------- | ----------------------------------------- | ----------------------------------------- |
|                                           | Llamada Demócrata Cristiana (CDA)                                                                  | Dries van Agt                             | Democracia cristiana                      |
|                                           | Partido del Trabajo (PvdA)                                                                         | Joop den Uyl                              | Socialdemocracia                          |
|                                           | Partido Popular por la Libertad y la Democracia (VVD)                                              | Ed Nijpels                                | Liberalismo conservador                   |
|                                           | Demócratas 66 (D66)                                                                                | Jan Terlouw                               | Socioliberalismo                          |
|                                           | Partido Socialista Pacifista (PSP)                                                                 | Fred van der Spek                         | Socialismo democrático                    |
|                                           | Partido Comunista de los Países Bajos (CPN)                                                        | Ina Brouwer                               | Eurocomunismo                             |
|                                           | Partido Político Reformado (SGP)                                                                   | Henk van Rossum                           | Derecha cristiana                         |
|                                           | Partido Político de Radicales (PPR)                                                                | Ria Beckers                               | Izquierda cristiana                       |
|                                           | Federación Política Reformatoria (RPF)                                                             | Meindert Leerling                         | Democracia cristiana                      |
|                                           | Liga Política Reformada (GPV)                                                                      | Gert Schutte                              | Democracia cristiana                      |
| Partidos sin representación parlamentaria | |                                           |                                           |
|                                           | Socialistas Demócratas '70 (DS'70)                                                                 | Ruud Nijhof                               | Socialdemocracia                          |
|                                           | Partido Evangélico Popular (EVP)                                                                   | Cathy Ubels                               | Izquierda cristiana                       |
|                                           | Partido Socialista (SP)                                                                            | Hans van Hooft sr.                        | Marxismo-leninismo                        |
|                                           | Partido Católico Romano de los Países Bajos (RKPN)                                                 | Klaas Beuker                              | Catolicismo tradicionalista               |
|                                           | Partido Popular de Derechas (RVP)                                                                  | Hendrik Koekoek                           | Populismo de derecha                      |
|                                           | Partido del Centro (CP)                                                                            | Hans Janmaat                              | Nacionalismo                              |
|                                           | Unión Popular Holandesa (NVU)                                                                      | Marcel Keizer J.W. van der Meulen         | Neonazismo                                |
|                                           | Dios con Nosotros (GMO)                                                                            | Tine Cuijpers-Boumans                     | Catolicismo tradicionalista               |
|                                           | Partido Pequeño (KP)                                                                               | H. Spelten                                |                                           |
|                                           | Partido Progresista para la Preservación del Trabajo, el Medio Ambiente y la Sociedad (PPvBvM WeM) | Lies Visser                               |                                           |

## Resultados
|  | 30.40 % |

|  | 29.39 % |

|  | 23.08 % |

|  | 4.26 % |

|  | 2.28 % |

|  | 1.90 % |

|  | 1.79 % |

|  | 1.66 % |

|  | 1.51 % |

|  | 0.83 % |

|  | 0.82 % |

|  | 0.69 % |

|  | 0.55 % |

|  | 0.38 % |

|  | 0.27 % |

|  | 0.15 % |

|  | 0.04 % |

|  | 0.02 % |

|  | 0.00 % |

|  | 0.00 % |

|  | 80.98 % |

### Por provincias
| Provincia             | PvdA                   | CDA  | VVD  | D'66 | PSP | SGP | CPN | PPR | RPF | CP  | GPV | EVP | Otros |     |
| --------------------- | ---------------------- | ---- | ---- | ---- | --- | --- | --- | --- | --- | --- | --- | --- | ----- | --- |
| Provincia             | Brabante Septentrional | 24.6 | 40.1 | 22.3 | 4.6 | 2.2 | 0.5 | 0.8 | 1.7 | 0.4 | 0.4 | 0.1 | 0.3   | 1.0 |
| Drente                | 41.1                   | 23.7 | 21.8 | 3.9  | 1.3 | 0.2 | 1.3 | 1.3 | 1.7 | 0.2 | 1.6 | 1.0 | 2.0   |     |
| Flevoland             | 35.6                   | 18.5 | 25.5 | 5.1  | 2.2 | 0.5 | 4.0 | 2.0 | 1.4 | 1.8 | 0.9 | 1.0 | 1.4   |     |
| Frisia                | 37.0                   | 31.5 | 17.6 | 3.2  | 1.5 | 0.6 | 1.3 | 1.3 | 2.3 | 0.2 | 1.4 | 1.4 | 2.0   |     |
| Groninga              | 42.2                   | 20.9 | 16.9 | 3.4  | 2.3 | 0.2 | 4.2 | 1.7 | 1.8 | 0.2 | 3.8 | 1.3 | 1.3   |     |
| Güeldres              | 28.0                   | 32.5 | 22.3 | 4.2  | 2.1 | 3.3 | 0.8 | 1.8 | 2.1 | 0.3 | 0.5 | 0.8 | 1.2   |     |
| Holanda Meridional    | 33.1                   | 22.9 | 25.1 | 4.2  | 2.0 | 3.4 | 1.5 | 1.4 | 1.8 | 1.7 | 0.6 | 0.7 | 1.6   |     |
| Holanda Septentrional | 31.6                   | 21.7 | 27.2 | 4.5  | 3.7 | 0.4 | 4.3 | 2.0 | 0.9 | 1.4 | 0.3 | 0.6 | 1.3   |     |
| Overijssel            | 28.3                   | 36.3 | 18.1 | 3.9  | 1.3 | 2.6 | 1.0 | 1.4 | 2.8 | 0.3 | 2.1 | 0.7 | 0.9   |     |
| Limburgo              | 26.1                   | 42.9 | 18.6 | 4.7  | 2.2 | 0.0 | 1.0 | 1.9 | 0.2 | 0.2 | 0.1 | 0.1 | 0.7   |     |
| Utrecht               | 25.3                   | 27.3 | 27.6 | 4.5  | 2.6 | 2.8 | 1.4 | 1.9 | 2.2 | 0.8 | 1.4 | 0.9 | 1.1   |     |
| Zelanda               | 27.9                   | 27.4 | 23.2 | 4.1  | 1.3 | 8.2 | 0.6 | 1.4 | 2.3 | 0.5 | 1.2 | 0.9 | 1.5   |     |

### 5 municipios más grandes
| Provincia | PvdA            | CDA             | VVD            | D'66           | PSP           | SGP           | CPN          | PPR           | RPF          | CP            | GPV           | EVP          | Otros        |              |
| --------- | --------------- | --------------- | -------------- | -------------- | ------------- | ------------- | ------------ | ------------- | ------------ | ------------- | ------------- | ------------ | ------------ | ------------ |
| Provincia | Ámsterdam       | 41.25 (155 417) | 13.03 (49 076) | 19.99 (75 298) | 3.79 (14 262) | 5.43 (20 460) | 0.14 (545)   | 8.73 (32 896) | 1.94 (7 319) | 0.49 (1 842)  | 2.84 (10 716) | 0.15 (563)   | 0.47 (1 761) | 1.75 (6 606) |
| Róterdam  | 49.73 (150 768) | 15.19 (46 037)  | 16.84 (51 065) | 2.99 (9 069)   | 2.34 (7 098)  | 1.53 (4 625)  | 2.69 (8 144) | 1.17 (3 534)  | 1.0 (3 034)  | 3.95 (11 981) | 0.56 (1 707)  | 0.58 (1 754) | 1.44 (4 354) |              |
| La Haya   | 34.25 (84 754)  | 20.79 (51 455)  | 27.87 (68 967) | 4.08 (10 087)  | 2.48 (6 126)  | 1.1 (2 721)   | 1.88 (4 662) | 1.57 (3 890)  | 0.98 (2 416) | 2.25 (5 566)  | 0.33 (825)    | 0.54 (1 326) | 1.89 (4 677) |              |
| Utrecht   | 36.97 (48 378)  | 21.21 (27 746)  | 20.05 (26 237) | 4.23 (5 541)   | 5.12 (6 705)  | 0.7 (912)     | 3.23 (4 230) | 2.59 (3 394)  | 0.85 (1 107) | 1.86 (2 435)  | 0.53 (695)    | 0.77 (1 009) | 1.87 (2 451) |              |
| Eindhoven | 28.75 (30 507)  | 34.4 (36 502)   | 21.27 (22 569) | 4.97 (5 269)   | 3.41 (3 618)  | 0.12 (129)    | 1.23 (1 306) | 2.41 (2 562)  | 0.52 (549)   | 0.39 (418)    | 0.19 (199)    | 0.44 (464)   | 1.91 (2 028) |              |

### Mapas

Resultados de las elecciones por provincia.